# NGC 502
NGC 502 je galaksija u zviježđu Ribe.

## Vanjske poveznice
- SEDS: NGC 0502